# Pepperoni roll
Le pepperoni roll (littéralement : « rouleau au pepperoni ») est un petit pain farci au pepperoni italo-américain. Conçu à l'origine comme un repas de mineur, il est populaire en Virginie-Occidentale et dans certaines régions voisines des Appalaches, comme la Pennsylvanie occidentale, le Maryland occidental et l'Ohio appalachien. En Virginie-Occidentale, il est presque omniprésent, en particulier dans les magasins de proximité, et c'est sans doute l'aliment le plus étroitement associé à l'État. On trouve également des petits pains au pepperoni dans le sud-est du Michigan, où ils étaient populaires parmi les ouvriers de l'automobile dans les usines,.
Le petit pain au pepperoni classique consiste en un petit pain blanc assez mou, à la levure, avec du pepperoni cuit au milieu. Pendant la cuisson, les graisses du pepperoni (qui sont dures à température ambiante) fondent, ce qui donne une huile épicée qui se répand dans le pain. Les petits pains au pepperoni sont généralement consommés au déjeuner ou au petit-déjeuner, non chauffés ou légèrement chauffés.

## Origines
Le pepperoni roll a été vendu pour la première fois par Giuseppe « Joseph » Argiro dans une boulangerie appelée Country Club Bakery de Fairmont, en Virginie-Occidentale, en 1927. À l'origine, les petits pains constituaient une option de déjeuner pour les mineurs de charbon du centre-nord de la Virginie-Occidentale dans la première moitié du XXe siècle,. Les petits pains au pepperoni n'ont pas besoin d'être réfrigérés pour être conservés et pouvaient facilement être emballés pour le déjeuner par les mineurs. Le pepperoni et d'autres aliments italiens sont devenus populaires dans le centre-nord de la Virginie-Occidentale au début du XXe siècle, lorsque les mines et les chemins de fer en plein essor ont attiré de nombreux immigrants italiens. Le rouleau de pepperoni ressemble au rouleau de pâte et de saucisse, originaire des communautés minières de Grande-Bretagne, ainsi qu'à la calzone italienne.

## Variantes
Les variantes du pepperoni roll peuvent contenir différents types de fromage, de poivrons ou d'autres ingrédients. Le pepperoni à l'intérieur peut prendre plusieurs formes, notamment un seul bâtonnet, plusieurs tranches pliées, ou de la viande râpée ou hachée.

## Contestations juridiques
Les pepperoni roll ont fait l'objet d'une contestation juridique en 1987, lorsque le ministère de l'Agriculture des États-Unis (USDA) a proposé de reclasser les boulangeries qui fabriquaient les rolls comme des usines de transformation de viande, les soumettant ainsi à des réglementations plus strictes. Les propriétaires des boulangeries ont toutefois déclaré que les coûts liés à la mise en conformité avec la nouvelle réglementation les mettraient en faillite. La proposition de l'USDA a été annulée après l'intervention de Jay Rockefeller, sénateur américain de Virginie-Occidentale.

## Comme rations militaires
Au début des années 2000, l'armée américaine a repris la recette du pepperoni roll dans l'un des MRE (Meals, Ready-to-Eat) fournis aux troupes. À la fin des années 2000, l'armée américaine a remplacé le pepperoni roll par sa First Strike Ration. Ces rations sont destinées à l'infanterie légère, aux forces aéroportées et aux forces spéciales pendant une patrouille typique de 72 heures. La taille compacte du rouleau de pepperoni et son rendement nutritionnel relativement élevé en font une ration idéale pour ces patrouilles. Ces rations ont été largement utilisées pendant l'opération Enduring Freedom. Les rouleaux de l'armée sont fabriqués par une entreprise de Caroline du Nord.